# Oyo
Oyo är en stad i delstaten Oyo i sydvästra Nigeria, cirka 55 kilometer norr om Ibadan. Staden har ungefär 450 000 invånare (uppskattning från 2006). Dess centrum ligger i distriktet med samma namn, ett av de 33 distrikten (Local Government Areas) i delstaten. Distriktet har en yta på 525,75 km² och enligt den senaste folkräkningen (1991) en befolkning på 79 187 invånare och därmed en folktäthet på 151 invånare per km². Tillsammans med förorter hade staden 369 894 invånare. Oyo är yorubafolkets traditionella huvudstad.
Ekonomin är huvudsakligen baserad på jordbruk och hantverk. Här odlas bland annat bomull, tobak, vete, kakao och palmprodukter. Särskilt känd är staden för sina kalebassprodukter, sina mattor tillverkade av får- och getskinn och sniderier i trä. Staden är ett traditionellt textilcentrum med spinnerier, väverier och färgning av tyg. I området runt staden bryts guld och tenn.
Det gamla Oyo var huvudstad i ett yorubarike med samma namn, som mellan cirka 1650 och 1750 omfattade områden i dagens Benin och södra Nigeria, mellan floderna Niger och Volta. Den nuvarande staden grundades på 1830-talet sedan den gamla förstörts av fulani. Staden är idag säte för alafinen (kungen) av yoruba i Oyo.